# ESPN America
ESPN America (anteriormente North American Sports Network) fue una cadena de televisión de deportes europea, con sede en Londres, Reino Unido. Fue fundada en diciembre de 2002. NASN emitía las ligas profesionales y universitarias norteamericanas más importantes (MLB, NHL, NCAAy la CFL entre otras) 24 horas al día a través de la televisión digital por cable y de la televisión digital por satélite.  
Anteriormente operado por Setanta Sports en conjunto con  Benchmark Capital Europe, el canal fue adquirido por ESPN desde marzo de 2007. Posteriormente, fue rebautizado como ESPN America el 1 de febrero de 2009. Cerró el 1 de agosto de 2013. 

## Programación de NASN
La programación de NASN varía de un país a otro. Hay dos emisiones diferentes a lo largo de Europa. En el Reino Unido, Irlanda y los países escandinavos entre los eventos que actualmente se pueden ver están la Major League Baseball, las ligas de baloncesto y fútbol americano universitarias de la NCAA, la National Hockey League, y la Canadian Football League. Los espectadores de países como Alemania, Francia y Holanda pueden ver partidos de la National Football League, incluyendo el Super Bowl y el Pro Bowl, así como varios programas de la NFL Network.
NASN pago en marzo de 2006 11,6 millones de libras por los derechos de emitir diez partidos por semana de la MLB.
Las carreras de NASCAR también están presentes en NASN, esta cadena posee los derechos de la Copa NASCAR y la Busch Series para el Reino Unido e Irlanda. Ha emitido todas las carreras de la NEXTEL Cup y de las Busch Series de la temporada 2007 en directo o en diferido con la excepción de la 500 millas de Daytona, que fue emitida por la cadena de televisión terrestre Five. Las carreras no fueron emitidas en Irlanda debido a que fueron emitidas simultáneamente a través de Setanta. 
En 2006, varios programas de la ESPN, incluyendo "Baseball Tonight", "Around the Horn" y "Pardon the Interruption" se cayeron de la programación cuando el contrato entre NASN y ESPN acabó, pero volvieron el 1 de abril de 2007 cuando se renovó el contrato.
A finales del año 2006, los propietarios de NASN, Benchmark Capital Europa y Setanta Sports, acordaron vender la cadena a la ESPN por 70 millones de euros. La venta se completó en marzo de 2007, pero la cadena siguió siendo parte del paquete deportivo Setanta en la televisión por satélite hasta junio de 2009, cuando Setanta UK entró en administración.
La cadena se relanzó como ESPN America el 1 de febrero de 2009 coincidiendo con el Super Bowl XLIII . El canal continuó ofreciendo la misma programación deportiva de América del Norte.
El 28 de octubre de 2009, ESPN America empezó a transmitir en pantalla ancha. El 1 de marzo de 2010, comenzó a emitir su propia versión europea de SportsCenter.
NASN también emite otros programas especializados en un deporte en concreto, como College Football Live y NASCAR Now.

## Cierre
El 25 de febrero de 2013, BT Group acordó adquirir el negocio de canales de televisión de ESPN en el Reino Unido e Irlanda, que consiste en ESPN y ESPN America. No se reveló el valor del acuerdo, pero se entiende que BT pagó "pocas decenas de millones".  A la medianoche del 1 de agosto de 2013, el canal cesó sus operaciones en toda Europa, Oriente Medio y África, junto con ESPN Classic UK. 
En el Reino Unido e Irlanda, la mayoría de los contenidos se trasladaron a la versión local de ESPN , mientras que el contenido no norteamericano se añadió al recién lanzado BT Sport . Mientras tanto, en Alemania se vendieron los derechos al nuevo canal Sport 1 US. La cobertura digital en vivo y bajo demanda de la mayoría del contenido de ESPN America está disponible en ESPN Player.